# Jay Gorter
Jay Gorter, né le 30 mai 2000 à Purmerend aux Pays-Bas, est un footballeur néerlandais qui joue au poste de gardien de but au Paphos FC.

## Biographie

### Go Ahead Eagles
Né à Purmerend aux Pays-Bas, Jay Gorter est notamment formé par l'Ajax Amsterdam puis l'AZ Alkmaar avant de rejoindre Go Ahead Eagles en 2018. Il joue son premier match en professionnel le 29 octobre 2019, à l'occasion d'une rencontre de coupe des Pays-Bas face à Almere City. Il est titularisé et son équipe s'impose par trois buts à un ce jour-là. Gorter signe son premier contrat professionnel avec ce club, le 16 décembre 2019, étant alors lié au club jusqu'en juin 2022.

### Ajax Amsterdam
Le 12 juin 2021, Jay Gorter fait son retour à l'Ajax Amsterdam, signant un contrat courant jusqu'en juin 2025, effectif à partir du 1er juillet 2021,.
Il fait ses débuts dans l'Eredivisie face au Vitesse Arnhem le 15 mai 2022. Il est titularisé et les deux équipes se neutralisent (2-2 score final).
Il est sacré Champion des Pays-Bas lors de la saison 2021-2022,. 
Le 31 janvier 2023, il est prêté à l'Aberdeen.

### En sélection
Jay Gorter joue son premier match avec l'équipe des Pays-Bas espoirs le 11 juin 2022, contre le Pays de Galles. Il est titularisé et son équipe s'impose par un but à zéro.

## Palmarès
Ajax Amsterdam
- Championnat des Pays-Bas (1) :
  - Champion : 2021-22.